# Shūhei Yoshida
Shūhei Yoshida (吉田 修平?, Yoshida Shūhei; Tokyo, 1964) è un imprenditore giapponese e veterano dell'industria videoludica. È stato presidente di SIE Worldwide Studios dal 2008 al 2019, anno in cui ha passato il testimone ad Hermen Hulst per dedicarsi alla sua grossa passione dei videogiochi indie. Egli ricopre attualmente la carica di Head of PlayStation Indies, ovvero è a capo della sezione PlayStation dedicata al supporto degli sviluppatori di videogiochi indipendenti sulle console di casa Sony.

## Sony Computer Entertainment
Shūhei Yoshida, entrato a far parte di Sony Corporation nel 1986, è stato uno dei primi membri a collaborare al progetto PlayStation nel febbraio 1993.
Yoshida ha conseguito il Bachelor of Science in Economia presso l'Università di Kyoto in Giappone e un Master in business administration presso l'Università della California, Los Angeles.
Nel corso del 2013 ha acquisito una rilevante popolarità grazie alla vicinanza ai consumatori e alla presenza nel mondo PlayStation durante l'annuncio di PlayStation 4.
Il 7 novembre 2019 Sony annuncia le dimissioni di Yoshida dal suo ruolo di presidente di SIE Worldwide Studios come parte di una riorganizzazione aziendale. Al suo posto subentra Herman Hulst, ex dirigente e co-fondatore della casa di sviluppo Guerrilla Games. Yoshida viene in seguito messo a capo di PlayStation Indies, una nuova sezione interna a PlayStation dedicata agli sviluppatori di videogiochi indipendenti.
Tra le iniziative più importanti di PlayStation Indies figura China Hero Project, un progetto fondato nel 2017 da PlayStation in collaborazione con Epic Games, Unity ed altri sponsor per promuovere e supportare lo sviluppo di videogiochi indipendenti in Cina. Attualmente sono stati finanziati due lotti di videogiochi, denominati "Batch Heroes".